# Wugang (Hunan)
Wugang (武冈市S, WǔgāngP) è una città-contea della Cina, situata nella provincia di Hunan e amministrata dalla prefettura di Shaoyang.